# Bantamvikt i fristil i brottning vid olympiska sommarspelen 1972
Herrarnas brottningsturnering i fristil i viktklassen bantamvikt vid olympiska sommarspelen 1972 avgjordes i Fairgrounds, Judo and Wrestling Hall i München. 

## Medaljörer
| Klass      | Guld                     | Silver                | Brons                  |
| Bantamvikt | Hideaki Yanagida · Japan | Richard Sanders · USA | László Klinga · Ungern |

## Resultat
Legend
- TF — Vinst genom fall
- IN — Vinst genom att motståndaren skadas
- DQ — Vinst genom passivitet
- D1 — Vinst genom passivitet, vinnaren är också passiv
- D2 — Båda brottarna förlorade på grund av passivitet
- FF — Vinst genom förverkande
- DNA — Anlände inte
- TPP — Totala straffpoäng
- MPP — Matchstraffpoäng

Straff
- 0 — Vinst genom fall, teknisk överlägsenhet, passivitet, skada och förverkande
- 0.5 — Vinst på poäng, 8-11 poängs skillnad
- 1 — Vinst på poäng, 1-7 poängs skillnad
- 2 — Vinst på passivitet,  vinnaren är också passiv
- 3 — Förlust på poäng, 1-7 poängs skillnad
- 3.5 — Förlust på poäng, 8-11 poängs skillnad
- 4 — Förlust genom fall, teknisk överlägsenhet, passivitet, skada och förverkande

### Elimineringsrunda

#### Omgång 1
| TPP | MPP |                               | Poäng |                       | MPP | TPP |
| --- | --- | ----------------------------- | ----- | --------------------- | --- | --- |
| 3   | 3   | Horst Mayer (GDR)             |       | Ramezan Kheder (IRI)  | 1   | 1   |
| 0.5 | 0.5 | Amrik Singh Gill (GBR)        |       | Juan Velarde (PER)    | 3.5 | 3.5 |
| 1   | 1   | Moises López (MEX)            |       | Egon Beiler (CAN)     | 3   | 3   |
| 3   | 3   | Megdiin Khoilogdorj (MGL)     |       | Ivan Kulesjov (URS)   | 1   | 1   |
| 0   | 0   | László Klinga (HUN)           | 1:22  | Arturo Tanaquin (PHI) | 4   | 4   |
| 3   | 3   | Kazım Yıldırım (TUR)          |       | Ivan Shavov (BUL)     | 1   | 1   |
| 1   | 1   | Zbigniew Żedzicki (POL)       |       | An Jea-Won (KOR)      | 3   | 3   |
| 0.5 | 0.5 | Hideaki Yanagida (JPN)        |       | Ernst Hack (AUT)      | 3.5 | 3.5 |
| 4   | 4   | Georgios Hatziioannidis (GRE) | 5:15  | Richard Sanders (USA) | 0   | 0   |
| 4   | 4   | Hsu Chin-Hsiung (ROC)         | 4:16  | Nicolae Dumitru (ROU) | 0   | 0   |
| 1   | 1   | Eduardo Maggiolo (ARG)        |       | Luis Fuentes (GUA)    | 3   | 3   |
| 4   | 4   | Raymond Barry (AUS)           | 8:37  | Prem Premnath (IND)   | 0   | 0   |
| 1   | 1   | Jorge Ramos (CUB)             |       | Allah Ditta (PAK)     | 3   | 3   |
| 0   | 0   | Ghulam Sideeq (AFG)           | 5:47  | Risto Darlev (YUG)    | 4   | 4   |

#### Omgång 2
| TPP | MPP |                               | Poäng |                           | MPP | TPP |
| --- | --- | ----------------------------- | ----- | ------------------------- | --- | --- |
| 3.5 | 0.5 | Horst Mayer (GDR)             |       | Amrik Singh Gill (GBR)    | 3.5 | 4   |
| 1   | 0   | Ramezan Kheder (IRI)          | 5:10  | Juan Velarde (PER)        | 4   | 7.5 |
| 5   | 4   | Moises López (MEX)            | 8:21  | Megdiin Khoilogdorj (MGL) | 0   | 3   |
| 6.5 | 3.5 | Egon Beiler (CAN)             |       | Ivan Kulesjov (URS)       | 0.5 | 1.5 |
| 0.5 | 0.5 | László Klinga (HUN)           |       | Kazım Yıldırım (TUR)      | 3.5 | 6.5 |
| 8   | 4   | Arturo Tanaquin (PHI)         | 0:57  | Ivan Shavov (BUL)         | 0   | 1   |
| 4.5 | 3.5 | Zbigniew Żedzicki (POL)       |       | Hideaki Yanagida (JPN)    | 0.5 | 1   |
| 3.5 | 0.5 | An Jea-Won (KOR)              |       | Ernst Hack (AUT)          | 3.5 | 7   |
| 4   | 0   | Georgios Hatziioannidis (GRE) | 3:49  | Hsu Chin-Hsiung (ROC)     | 4   | 8   |
| 0   | 0   | Richard Sanders (USA)         | 5:34  | Nicolae Dumitru (ROU)     | 4   | 4   |
| 1   | 0   | Eduardo Maggiolo (ARG)        | 4:34  | Raymond Barry (AUS)       | 4   | 8   |
| 6   | 3   | Luis Fuentes (GUA)            |       | Prem Premnath (IND)       | 1   | 1   |
| 2   | 1   | Jorge Ramos (CUB)             |       | Ghulam Sideeq (AFG)       | 3   | 3   |
| 6   | 3   | Allah Ditta (PAK)             |       | Risto Darlev (YUG)        | 1   | 5   |

#### Omgång 3
| TPP | MPP |                           | Poäng |                               | MPP | TPP |
| --- | --- | ------------------------- | ----- | ----------------------------- | --- | --- |
| 3.5 | 0   | Horst Mayer (GDR)         | 8:30  | Moises López (MEX)            | 4   | 9   |
| 1   | 0   | Ramezan Kheder (IRI)      | 1:25  | Amrik Singh Gill (GBR)        | 4   | 8   |
| 5   | 2   | Megdiin Khoilogdorj (MGL) |       | László Klinga (HUN)           | 2   | 2.5 |
| 5.5 | 4   | Ivan Kulesjov (URS)       | 1:35  | Ivan Shavov (BUL)             | 0   | 1   |
| 4.5 | 0   | Zbigniew Żedzicki (POL)   | 1:16  | Georgios Hatziioannidis (GRE) | 4   | 8   |
| 7.5 | 4   | An Jea-Won (KOR)          | 1:20  | Hideaki Yanagida (JPN)        | 0   | 1   |
| 0   | 0   | Richard Sanders (USA)     | 1:32  | Eduardo Maggiolo (ARG)        | 4   | 5   |
| 7   | 3   | Nicolae Dumitru (ROU)     |       | Jorge Ramos (CUB)             | 1   | 3   |
| 1   | 0   | Prem Premnath (IND)       | 6:39  | Ghulam Sideeq (AFG)           | 4   | 7   |
| 5   |     | Risto Darlev (YUG)        |       | Bye                           |     |     |

#### Omgång 4
| TPP | MPP |                        | Poäng |                           | MPP | TPP |
| --- | --- | ---------------------- | ----- | ------------------------- | --- | --- |
| 9   | 4   | Risto Darlev (YUG)     | 5:01  | Horst Mayer (GDR)         | 0   | 3.5 |
| 2   | 1   | Ramezan Kheder (IRI)   |       | Megdiin Khoilogdorj (MGL) | 3   | 8   |
| 9.5 | 4   | Ivan Kulesjov (URS)    | 3:24  | László Klinga (HUN)       | 0   | 2.5 |
| 1   | 0   | Ivan Shavov (BUL)      | 1:23  | Zbigniew Żedzicki (POL)   | 4   | 8.5 |
| 2   | 1   | Hideaki Yanagida (JPN) |       | Richard Sanders (USA)     | 3   | 3   |
| 9   | 4   | Eduardo Maggiolo (ARG) | 4:33  | Prem Premnath (IND)       | 0   | 1   |
| 3   |     | Jorge Ramos (CUB)      |       | Bye                       |     |     |

#### Omgång 5
| TPP | MPP |                       | Poäng |                        | MPP | TPP |
| --- | --- | --------------------- | ----- | ---------------------- | --- | --- |
| 6   | 3   | Jorge Ramos (CUB)     |       | Horst Mayer (GDR)      | 1   | 4.5 |
| 5   | 3   | Ramezan Kheder (IRI)  |       | László Klinga (HUN)    | 1   | 3.5 |
| 4   | 3   | Ivan Shavov (BUL)     |       | Hideaki Yanagida (JPN) | 1   | 3   |
| 3   | 0   | Richard Sanders (USA) | 1:23  | Prem Premnath (IND)    | 4   | 5   |

#### Omgång 6
| TPP | MPP |                      | Poäng |                        | MPP | TPP |
| --- | --- | -------------------- | ----- | ---------------------- | --- | --- |
| 7.5 | 3   | Horst Mayer (GDR)    |       | László Klinga (HUN)    | 1   | 4.5 |
| 8   | 3   | Ramezan Kheder (IRI) |       | Hideaki Yanagida (JPN) | 1   | 4   |
| 7   | 3   | Ivan Shavov (BUL)    |       | Richard Sanders (USA)  | 1   | 4   |
| 5   |     | Prem Premnath (IND)  |       | Bye                    |     |     |

#### Omgång 7
| TPP | MPP |                     | Poäng |                        | MPP | TPP |
| --- | --- | ------------------- | ----- | ---------------------- | --- | --- |
| 9   | 4   | Prem Premnath (IND) | 5:10  | Hideaki Yanagida (JPN) | 0   | 4   |
| 8.5 | 4   | László Klinga (HUN) | 6:38  | Richard Sanders (USA)  | 0   | 4   |

#### Sista omgångarna
| TPP | MPP |                        | Poäng |                       | MPP | TPP |
| --- | --- | ---------------------- | ----- | --------------------- | --- | --- |
| 1   | 1   | Hideaki Yanagida (JPN) |       | Richard Sanders (USA) | 3   | 3   |